# Héctor Puebla
Héctor Eduardo Puebla (La Ligua, 10 juli 1955) is een voormalig profvoetballer uit Chili, die vooral speelde als middenvelder.

## Clubcarrière
Puebla speelde voor Lota Schwager en Cobreloa gedurende zijn carrière. Met die laatste club werd hij vijfmaal kampioen van Chili. Hij beëindigde zijn voetballoopbaan in 1996.

## Interlandcarrière
Puebla speelde 35 officiële interlands voor Chili in de periode 1984-1990, en scoorde twee keer voor de nationale ploeg. Hij maakte zijn debuut in de vriendschappelijke thuiswedstrijd tegen Engeland (0-0) op 17 juni 1984 in Santiago, net als Luis Hormazábal, Hugo Tabilo, Manuel Araya, Hernán Gómez en Juan Covarrubias. Puebla nam met Chili deel aan twee opeenvolgende edities van de Copa América: 1987 en 1989.
| Interlanddoelpunten | Interlanddoelpunten | Interlanddoelpunten | Interlanddoelpunten | Interlanddoelpunten | Interlanddoelpunten | Interlanddoelpunten | Interlanddoelpunten |
| #                   | Datum               | Locatie             | Wedstrijd           | Goal(s)             | Score               | Uitslag             | Wedstrijd           |
| ------------------- | ------------------- | ------------------- | ------------------- | ------------------- | ------------------- | ------------------- | ------------------- |
| 1                   | 17/03/1985          | Santiago            | Chili – Ecuador     | 21'                 | 1 – 0               | 6 – 2               | WK-kwalificatie     |
| 2                   | 21/05/1985          | Santiago            | Chili – Brazilië    | Goal                | ? — ?               | 2 — 1               | Oefeninterland      |

## Erelijst
Club de Deportes Cobreloa
- Primera División

1980, 1982, 1985, 1988, 1992